# Michael O’Donoghue
Michael O’Donoghue (eigentlich: Michael Henry Donohue; * 5. Januar 1940 in Sauquoit, New York; † 8. November 1994, New York City, New York) war ein US-amerikanischer Autor, Comicautor und Filmschaffender. Bekannt wurde er durch den Comic The Adventures of Phoebe Zeit-Geist sowie seine Mitwirkung an der Comedy-Serie Saturday Night Live und am Satiremagazin National Lampoon.

## Leben und Werk
O’Donoghue startete seine Karriere als Theaterautor und Schauspieler an einer kleineren Bühne. Erste überregionale Aufmerksamkeit erlangte er als Autor des von Frank Springer gezeichneten Erotik-Comics The Adventures of Phoebe Zeit-Geist, der in den Jahren 1965 und 1966 zunächst im Magazin Evergreen Review erschien. Später war er als Autor für das Satiremagazin National Lampoon tätig und wirkte auch an The National Lampoon Radio Hour mit. Nach seinem Weggang von National Lampoon wurde O’Donoghue für die Comedyserie Saturday Night Live die Position des Hauptautors angetragen. Für die Serie war er als Drehbuchautor, Schauspieler und Produzent tätig. Im Eröffnungssketch der ersten Folge hatte er zusammen mit John Belushi einen gemeinsamen Auftritt. In den Filmen Manhattan und Wall Street hatte er kleinere Nebenrollen inne, beim Film Die Geister, die ich rief … war er Co-Autor.
O’Donoghue, der lange an Migräne litt, starb an einer intrazerebralen Blutung im Alter von 54 Jahren. Er war nach einer einjährigen Ehe in den 1960er Jahren seit 1986 in zweiter Ehe verheiratet.